# Kreuzdachbildstock (Frauenroth, Minnesängerstraße 25)

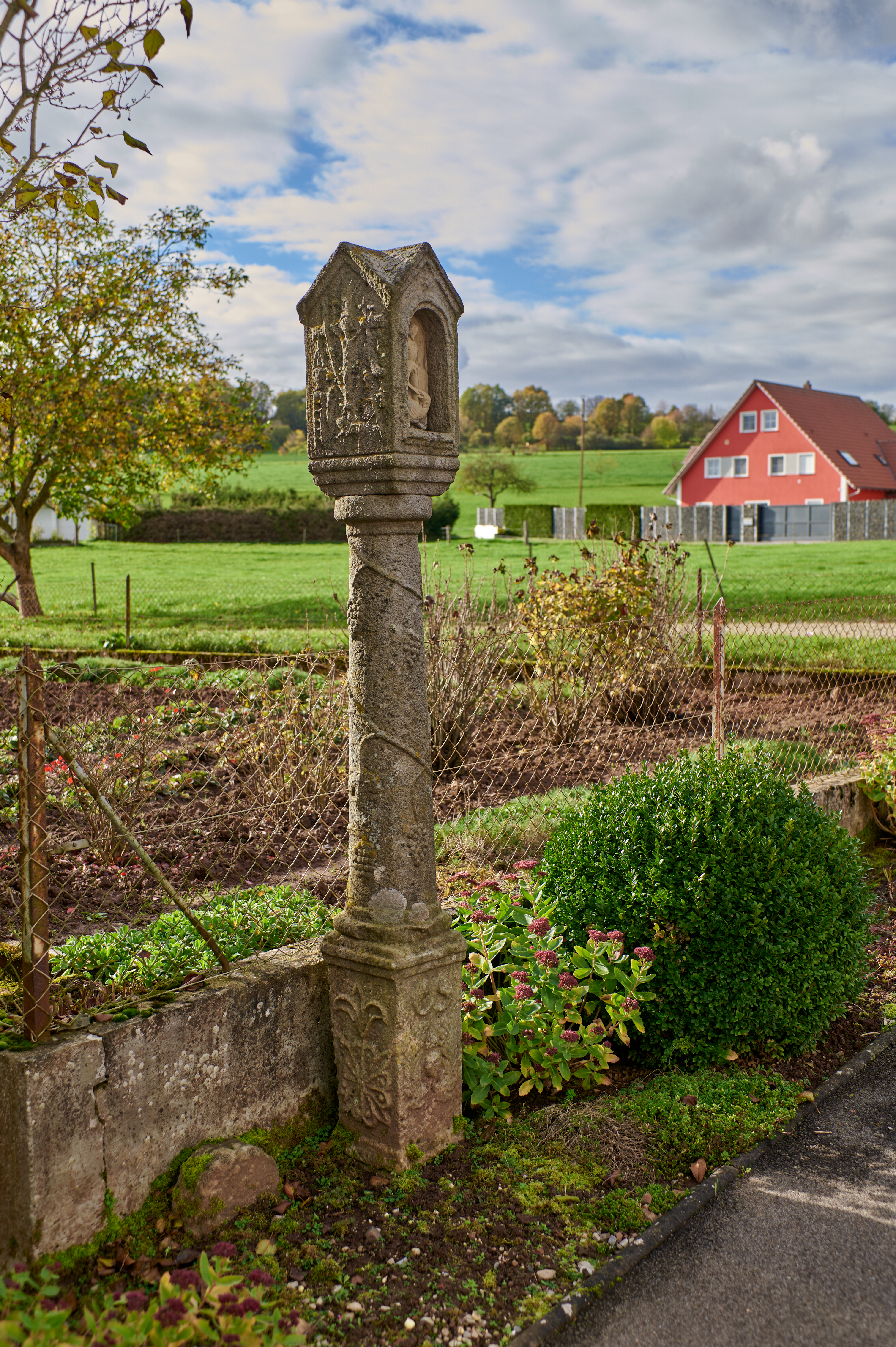
Kreuzdachbildstock in Frauenroth, Minnesängerstraße 25

Der Kreuzdachbildstock Minnesängerstraße 25 ist ein Flurdenkmal in Frauenroth, einem Gemeindeteil im Markt Burkardroth im unterfränkischen Landkreis Bad Kissingen. Er befindet sich in der Minnesängerstraße 25. Der Bildstock gehört zu den Baudenkmälern von Burkardroth und ist unter der Nummer D-6-72-117-11 in der Bayerischen Denkmalliste registriert.

## Beschreibung
Der 220 cm hohe Kreuzdachbildstock besteht aus grauem Sandstein und entstand im Jahr 1692.
Auf einem in die Erde versenktem Vierkantfundament befindet sich ein prismatischer, 53 cm hoher Sockel (Abmessungen: 27 cm × 26 cm) mit einem konischen Schaft; darauf befindet sich ein Kreuzdachhaus. Gurtband an der Basis 12 cm, Gurtband oben drei Bänder, Gesamthöhe 9 cm.
Die Sockelzier besteht aus:
a) Viererherzblatt mit Endspiralen

b) Maske mit Dreizackkrone und zwei aufgehenden Wedeln (Flügeln?)

c) Viererherzblatt mit lanzettartig ausbauchenden Diagonalkreuzbalken und herauswachsender Lilie

d) Maske, darüber aneinandergereihte Dreierwedel

Der Schaft ist 109 cm hoch. Basiswulst: 5 cm; Basisring: 3 cm. Der Durchmesser beträgt unten 21 cm und oben 17 cm. Kapitellring 2 cm, Kapitellwulst stark hervorkragend: 6 cm. Der Schaft trägt eine Weinrankenzier und die Signatur des „Kreuztulpenmeisters“.
Das 68 cm hohe Kreuzdachhaus hat einen Querschnitt von 26 cm × 26 cm und trägt folgende Zier:
a) Bildnische mit St. Georgsrelief (1962)

b) Rechts: Drachentöterrelief

c) Links: Marterwerkzeuge; Lamm unter dem Kreuz

d) Rückseiteninschrift:

„IHS

MICHAEL SCHETT

ZV FRAU

WENROT HA

T DIESEN BILT

STOCK GOT ZU

EHREN LASEN

SETZEN

1692“

Der Kreuzdachbildstock stand vorher an der Straße nach Wollbach in der Minnesängerstraße Nr. 34, jetzt in der Minnesängerstraße Nr. 25.